# Art viking

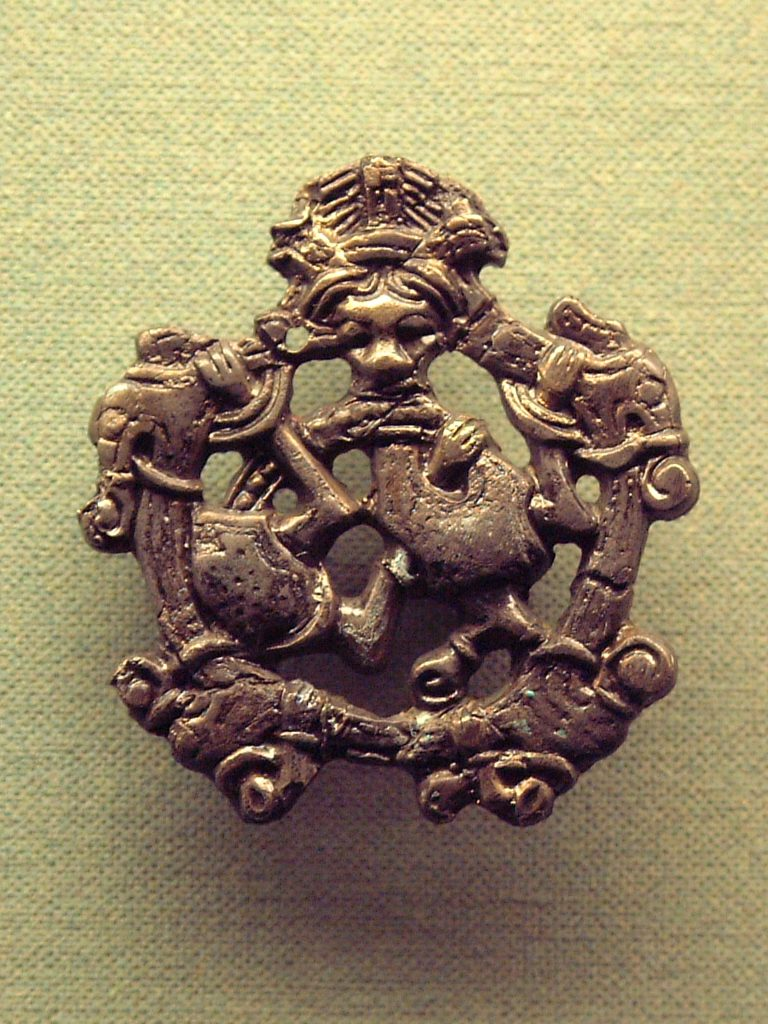
Fermall de Hedeby, Suècia, amb una bèstia de mans prènsils.

Es denomina art viking l'art desenvolupat en els països nòrdics i les seves àrees d'influència durant l'era dels vikings (segles viii-xii). Forma part de l'estil zoomòrfic germànic, desenvolupat a partir d'influències de l'art romà tardà, l'art celta i motius dels pobles de les estepes d'Àsia.
Es va tractar principalment d'un art aplicat, present en objectes de la vida quotidiana, com ara eines, utensilis i joies, encara que també es va utilitzar en pedres rúniques i de manera tardana en esglésies. Es conserven exemplars d'aquest art principalment en metalls i pedra, però també va estar present en fusta i tela.

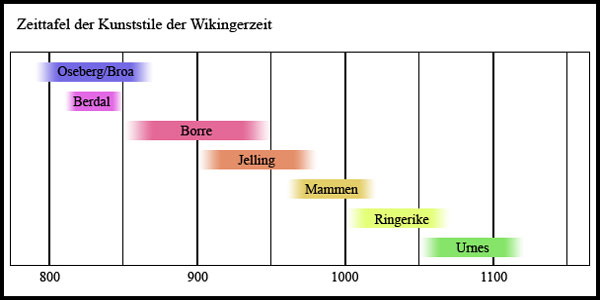
Cronologia dels estils de decoració animal escandinaus.

D'acord amb el seu desenvolupament sol dividir-se en sis estils: Broa-Oseberg, Borre, Jelling, Mammen, Ringerike i Urnes.

## Estil Broa-Oseberg
L'estil Broa-Oseberg es considera el primer període de l'art viking. Aquest estil s'estén des de la segona meitat del segle viii fins a mitjan segle ix. Pren el nom de la tomba d'un home en la localitat de Broa, Gotland, Suècia, i de la tomba d'una dona en Oseberg, Noruega. En Broa es van trobar diverses peces de bronze que van formar part de bridas de cavall. En Oseberg, lloc de la tomba vikinga més rica de tota la història, el cos de la dona se situava dins d'un vaixell ornamentat, en l'interior del qual es trobava una gran ofrena funerària, que incloïa tèxtils i una gran quantitat d'objectes tallats en fusta, com un carro, trineus, armadures de llit i ornaments amb caps animals.
En aquest estil apareixen figures animals ambigües i zoològicament indeterminades, amb cossos corbs i projeccions en forma d'arracada. En els seus cossos es distingeixen extremitats prènsils que es fan del cos d'un altre animal o al propi. Els tèxtils d'Oseberg són de les poques peces de tela que es conserven de l'art viking.

## Estil Borre

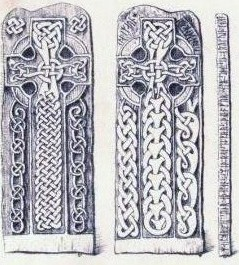
Pedres de l'illa de Man.

L'estil Borre (primera meitat del segle ix — segona meitat del segle x) deu el seu nom a un vaixell funerari trobat en Borre, Noruega. Va evolucionar a partir de l'estil Broa-Oseberg. Es caracteritza per un patró de trenat en les línies, similar a les baules de cadena, que formen figures simètriques. Augmenta el nombre de bèsties amb mans prènsils i el desenvolupament de les mateixes. Les peces aconsegueixen major finesa en la tècnica de filigrana i granulació. A més de Borre (principalment peces de brides de cavall), hi ha també importants exemples de fermalls a Dinamarca i Suècia. L'estil es va estendre a les Illes Britàniques, on aconseguiria bastant popularitat. En l'Illa de Man existeixen diverses pedres monumentals d'aquest estil, el mateix que a Gran Bretanya i Irlanda.

## Estil Jelling

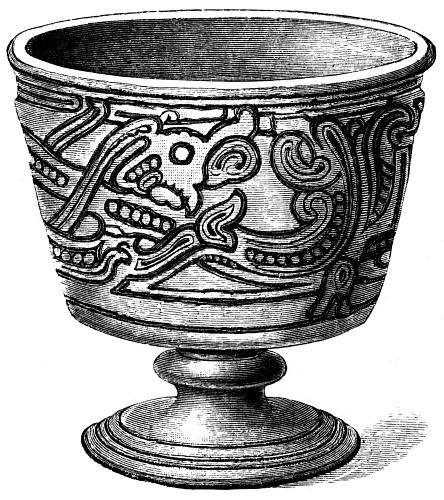
Copón funerari de Jelling.

L'estil Jelling va ser nomenat per la troballa d'un copó de plata en el túmul funerari real de Jelling, a Dinamarca, on probablement va estar el primer sepulcre del rei Gorm el Vell. Es conserven principalment fermalls a Dinamarca, Noruega i Suècia, a Anglaterra (a la zona de York), a l'illa de Man i en les Illes Òrcades.
El característic són les figures animals en forma de S, amb el cap en perfil i similar a la d'un drac, mandíbules obertes a vegades mostrant ullals i un típic plegui sobre el llavi superior. Els cossos dels animals són de forma més coherent que els de l'estil de Borre, encara que sol haver-hi formes intermèdies entre tots dos estils. Tenen cossos allargats, corbs, amb decoració longitudinal en forma d'escala i projeccions en forma d'espiral similars a circells vegetals; és possible distingir algunes extremitats; els cossos dels diferents animals s'entrellacen entre si.

## Estil Mammen

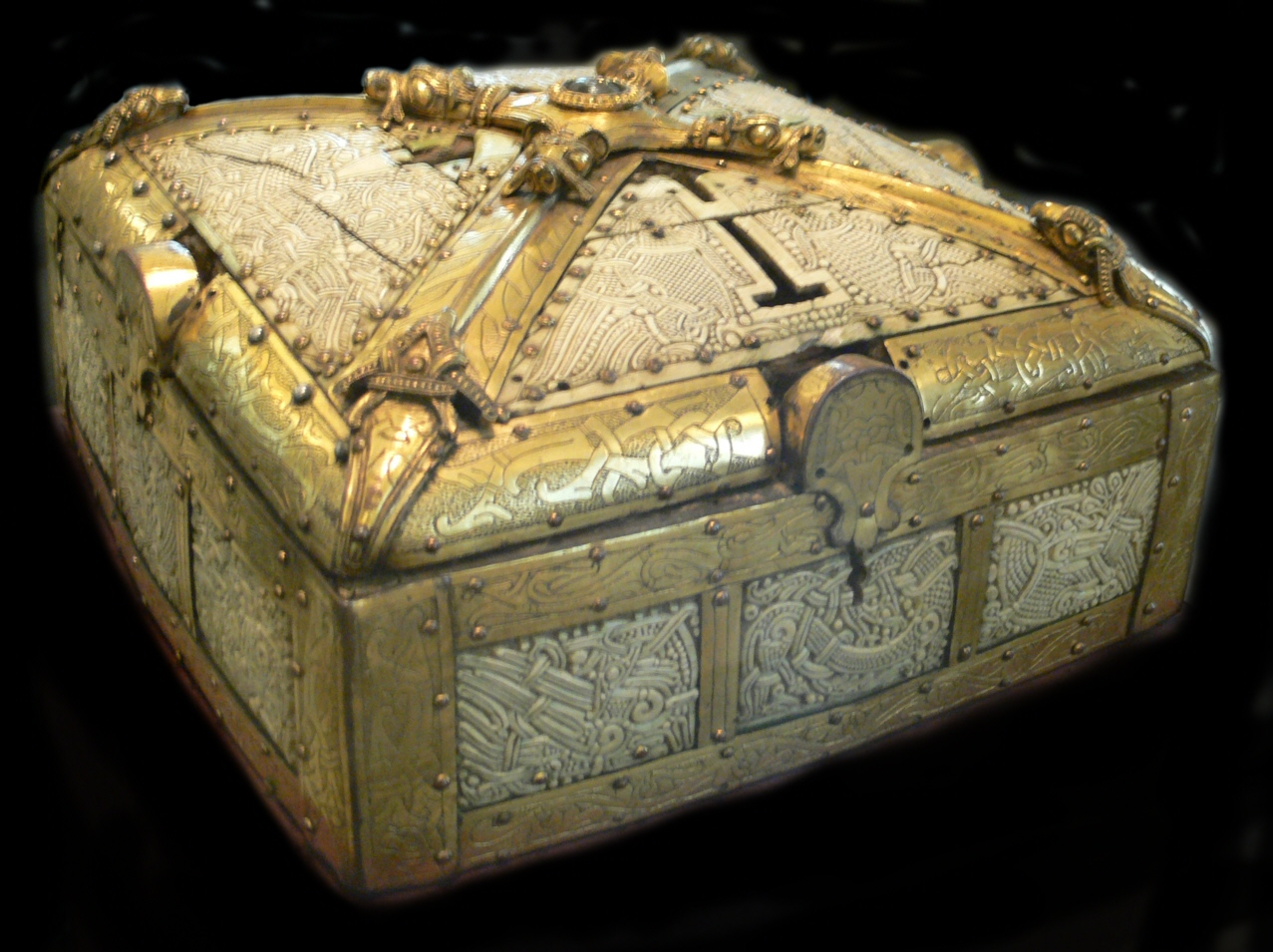
Cofre de Cunegunda, Bamberg.

L'estil Mammen va emergir de manera gradual i imperceptible de l'estil Jelling i tots dos estils solen no ser diferenciats en el període de transició. Inclusivament, alguns la consideren una transició entre l'estil Jelling i el Ringerike. Entre les seves peces mestres figuren la destral de Mammen, en Jutlandia, amb una figura d'au i un rostre humà, i el cofre de Bamberg (suposadament pertanyent a l'emperadriu Cunegunda), ricament decorat en vori de morsa.
En la forma madura d'aquest estil, els animals prenen formes més conspícues i substancioses; les formes en espiral són de major grandària. Per primera vegada apareixen formes vegetals clarament diferenciades, en forma de sarments, circells i esbossos foliars.

## Estilo Ringerike

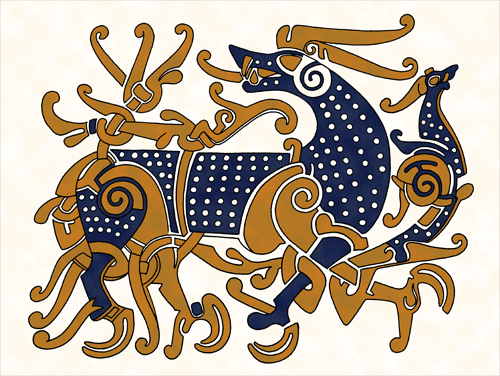
Pedra funerària de Sant Pau, Londres.

L'estil Ringerike coincideix amb l'expansió de la tradició d'erigir pedres rúniques. El seu nom ho pren d'un jaciment arqueològic a la província de Buskerud, on es van trobar pedres rúniques amb ornaments animals i vegetals. Abarca aproximadament des del 1000 fins al 1050.
El característic de l'estil és la presència d'elements animals, formes vegetals (arracades, fulles) ben definides, o figures geomètriques (principalment cercles i figures en espiral, però també triangles) que s'agrupen o envolten a una figura animal de major grandària. Entre les formes animals predominen els lleons i les aus, però també apareixen formes humanes. Els animals amb freqüència estan "coronats". Per primera vegada apareix en la decoració la forma de creu i palmetes. Un altre aspecte és la importància que pren la simetria. L'estil Ringerike es va nodrir de l'art anglosaxó i de l'art otonià. Va ser bastant comú a Anglaterra i Irlanda, on es va enriquir de les tradicions artístiques locals.

## Estil Urnes

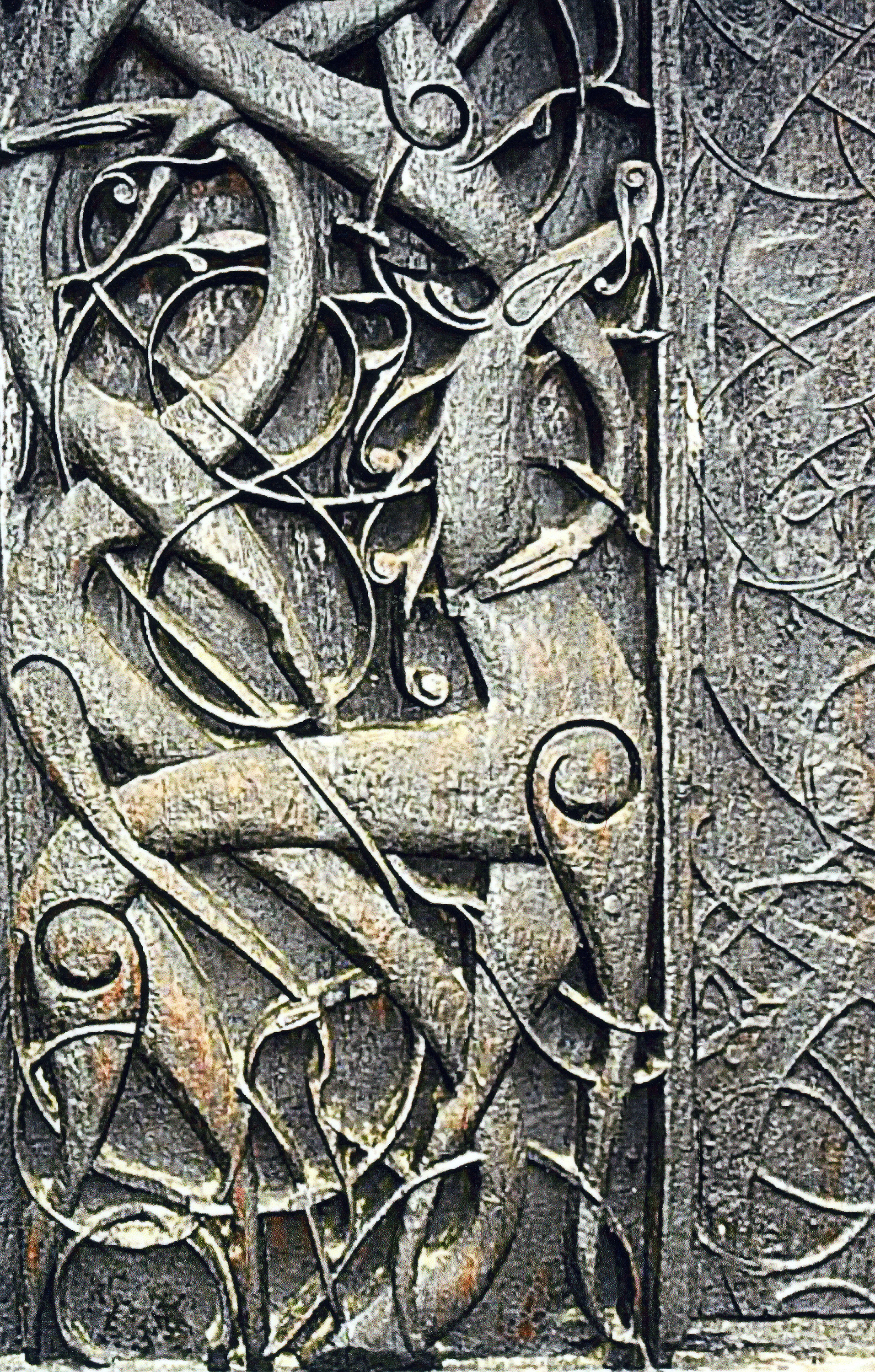
Portal de l'església de fusta de Urnes (Luster, Noruega).

L'estil Urnes va ser nomenat així per l'arqueòleg Haakon Shetelig en 1909, qui va prendre com a prototip la decoració del portal nord de l'església de fusta d'Urnes. L'estil es va estendre des de la segona meitat del segle xi fins a la primera meitat del segle xii.
És elegant i vigorós. Les figures d'animals són esveltes, amb les extremitats, quan hi ha, bastant més primes que el tronc; coll molt llarg i estilitzat cap, amb ulls en forma d'ametlla. Sovint apareixen animals en forma d'una banda o una serp, i també apareix la figura del drac, possiblement a partir de models anglosaxons. Una altra característica és l'aparent asimetria i la interacció entre les línies gruixudes i primes. L'estil també inclou els patrons que s'entrellacen entre fines línies en forma de S o 8.
El portal d'Urnes és un relleu ricament tallat en fusta de mitjan segle xi, i és l'única peça completa de l'estil a Noruega; altres exemples més a Noruega, un d'important és el portal de l'església de fusta de Torpo. Es va estendre en tots els països nòrdics: a Dinamarca, per exemple, s'han trobat uns 100 objectes i fragments de l'estil. Té relació amb l'art celta i l'art anglosaxó. Els evangelis de Lindisfarne, un manuscrit il·lustrat per monjos anglosaxons en el segle vii, mostra els mateixos patrons d'espirals del portal d'Urnes.